# Anton Durcovici

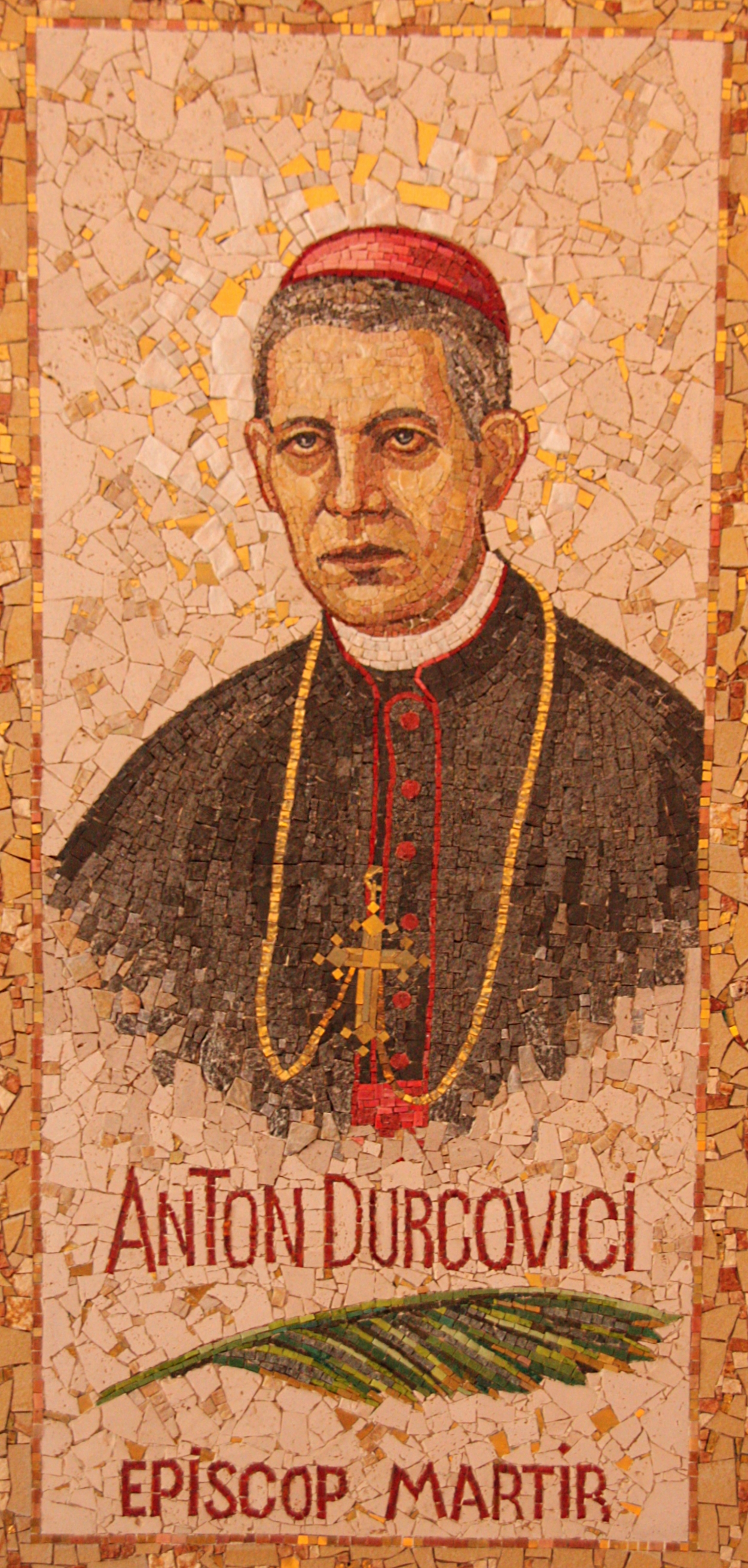
Porträt in der neuen Kathedrale von Iași

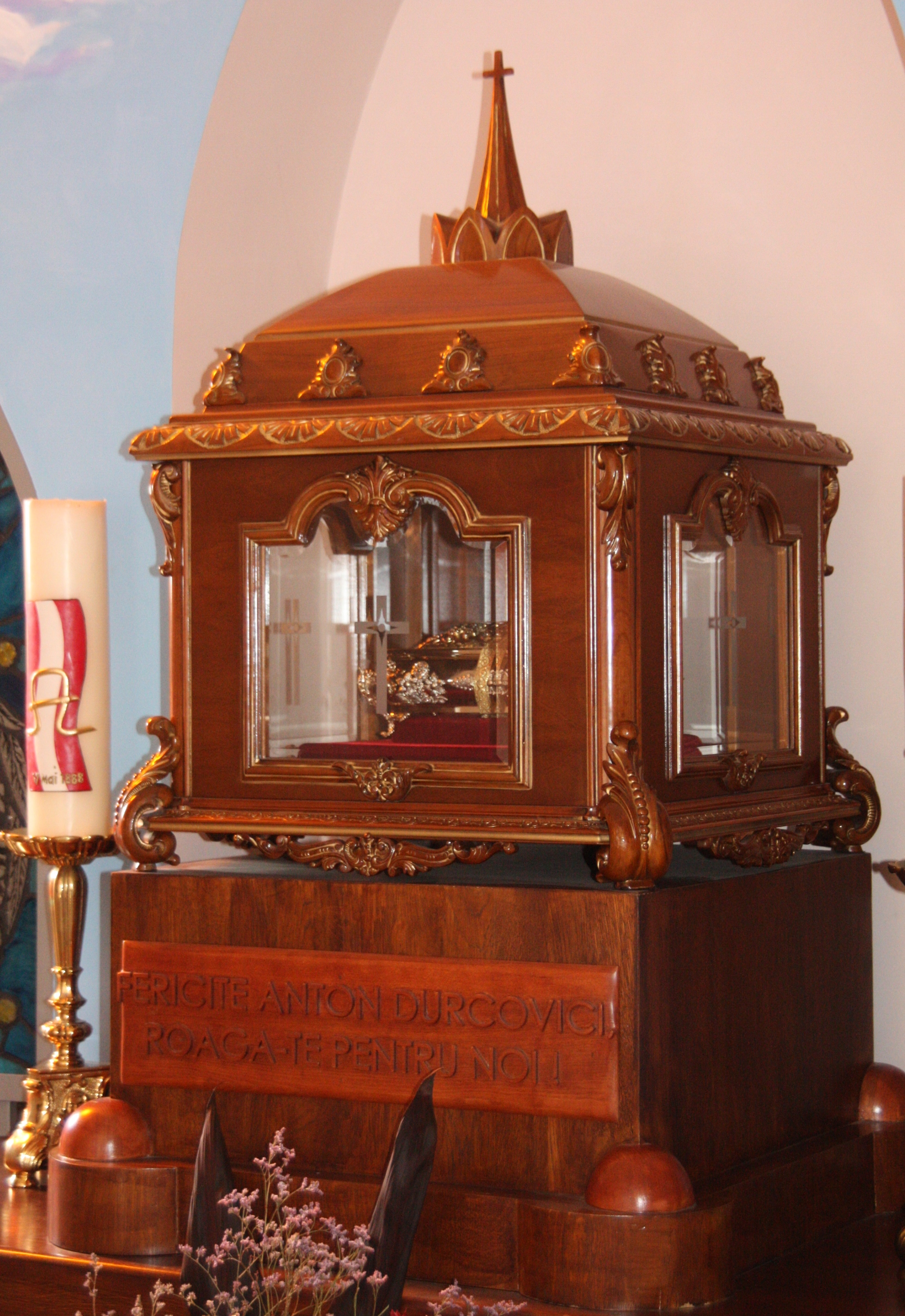
Reliquienschrein mit Erde von seinem Sterbeort

Anton Durcovici (* 17. Mai 1888 in Bad Deutsch-Altenburg, Österreich; † 10. Dezember 1951 im Gefängnis Sighet) war ein römisch-katholischer Bischof von Iași (Jassy), zwischen 1948 und 1949 auch Apostolischer Administrator des Erzbistums Bukarest. Er wurde am 17. Mai 2014 seliggesprochen.

## Leben
Anton Durkowitsch (so die Schreibweise zum Zeitpunkt seiner Geburt) wurde als Sohn des Franz Durkowitsch, Taglöhner im Steinbruch, und der Maria Durkowitsch, geb. Mittermaier im niederösterreichischen Bad Deutsch-Altenburg geboren. Als er sechs Jahre alt war, starb sein Vater mit nur 36 Jahren an einem Kriegsleiden, das er sich als Soldat im Bosnienfeldzug (1878) zugezogen hatte. Daraufhin übersiedelte die mittellose Mutter mit ihren zwei Söhnen Franz und Anton von Bad Deutsch-Altenburg nach Jassy in Rumänien. In Jassy betrieb eine verwitwete Tante von Maria Durkowitsch eine Gastwirtschaft, die sie zusammen mit einem abenteuerlustig gewesenen, jedoch 1895 verstorbenen österreichischen Ehemann etabliert hatte. Dort wurde Marie Durkowitsch mit ihren beiden Söhnen bereitwillig aufgenommen. Hier erst lernte Anton rumänisch, die Familie änderte ihren Namen auf "Durcovici". Die Tante gab 1898 ihr Gasthaus in Jassy auf und übersiedelte samt Marie Durcovici und ihren beiden Söhnen nach Bukarest. Dort wurde Anton Ministrant an der Klosterkapelle des Institutes der Englischen Fräulein und fand schon als halbwüchsiger Knabe den Weg zu einer geistlichen Laufbahn. Anton Durcovici besuchte von 1898 bis 1906 das Priesterseminar St. Joseph in Bukarest und studierte anschließend von 1906 bis 1911 an der Päpstlichen Universität Urbaniana in Rom weiter. Die Priesterweihe empfing er am 24. September 1910 in der Basilica di San Giovanni in Laterano. 1911 wurde er am Angelicum in Philosophie und an der Päpstlichen Universität Urbaniana in Theologie promoviert. Zurück in der Heimat war er jahrelang in der Gemeindepastoral tätig. 1931 verlieh ihm der rumänische König Karl II. den Orden Stern von Rumänien. 1935 wurde er von Erzbischof Alexandru Theodor Cisar zum Generalvikar ernannt, er war Kanzler der Diözesankurie und Professor am Priesterseminar St. Joseph in Bukarest.

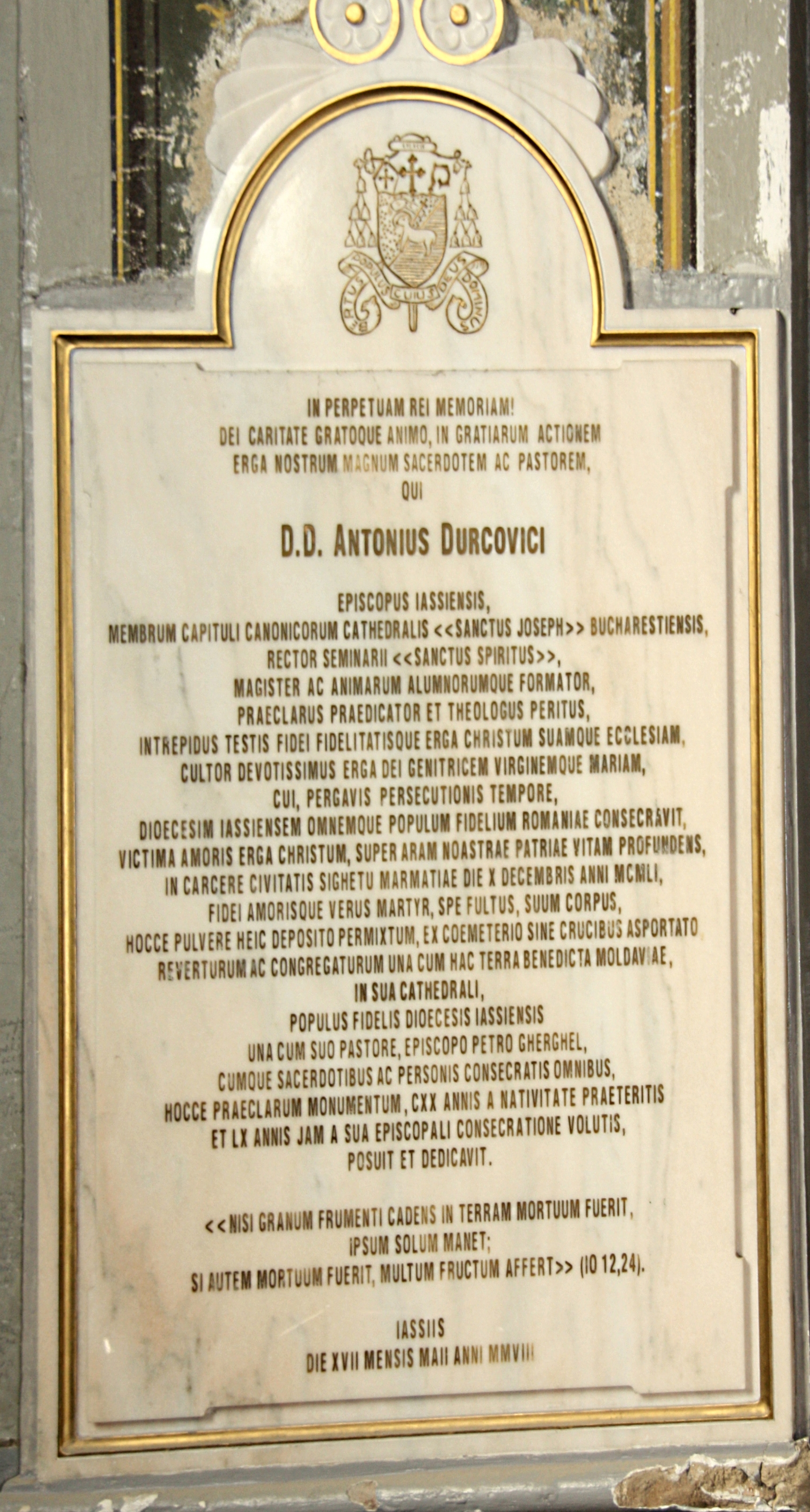
Epitaph in der Kathedrale Maria Himmelfahrt in Iași

Am 30. Oktober 1947 wurde er von Papst Pius XII. zum römisch-katholischen Diözesanbischof von Jassy ernannt und empfing am 5. April 1948 durch den Apostolischen Nuntius, Erzbischof Gerald Patrick O’Hara die Bischofsweihe. Mitkonsekratoren waren der Erzbischof von Bukarest, Alexandru Theodor Cisar, und Bischof Marcu Glaser, der Apostolische Administrator von Jassy. Die feierliche Inthronisation in der Kathedrale "Maria Himmelfahrt" in Jassy fand am 14. April 1948 statt.
Am 26. Juni 1949 wurde Bischof Durcovici von der kommunistischen Staatspolizei Securitate verhaftet und gefoltert. Der Hauptauslöser der grausamen Repression gegen ihn war seine – bis zuletzt unbeugsame – Weigerung, ein „Kulturstatut“ zu unterschreiben, welches eine Lostrennung der katholischen Kirche von Rom und Überführung in eine Art rumänisch-katholische Nationalkirche bewirkt hätte. In der Nacht vom 10. auf den 11. Dezember 1951 starb er im Gefängnis von Sighet an den Folgen von Hunger und Unterernährung.

## Seligsprechung
Ein Verfahren für seine Seligsprechung wurde 1997 eingeleitet. Am 31. Oktober 2013 unterzeichnete Papst Franziskus das Dekret, durch das Anton Durcovici als Märtyrer anerkannt wird. Am 17. Mai 2014 wurde er schließlich in einer feierlichen Zeremonie in Jassy seliggesprochen.